# Ecco il finimondo
Ecco il finimondo è un film del 1964, diretto da Paolo Nuzzi. È un documentario girato in stile Mondo movie.

## Critica
(Fantafilm)